# Anniversary EP
『Anniversary EP』は、スキマスイッチの配信リリース作品。

## 解説
- デビュー20周年を記念して配信されたEP[1]。
- 収録曲は全て「360 Reality Audio」音源として制作・収録された[2]。
- 本作のリリースに合わせて、「奏（かなで） Live at Asylum Chapel (South London)」のMVが初公開された。また、2018年に公開されていた「未来花 for Anniversary」の360 Reality Audio版MVが公開された[3][4]。

## 収録曲
1. 藍 Live at Asylum Chapel (South London)
  - 新録
  - デビュー20周年を記念したアニヴァーサリー・ベストアルバム『POPMAN'S WORLD -Second-』のマスタリングで訪れたイギリスのロンドンのAsylum Chapelで収録した音源。
  - 演奏の様子は、先行してYouTubeで公開された他、シングル「Lovin' Song」の初回限定盤の特典Blu-rayにも収録されている[5][6][7]。
  - 本作の収録にあたっての楽曲のタイトルやYouTubeで公開された動画のタイトルは「藍」となっているが、楽曲のアレンジは『POPMAN'S WORLD -Second-』に収録されている「藍 〜僕たちの色彩〜」となっている。一方で、「Lovin' Song」のの初回限定盤の特典Blu-rayでは「藍 〜僕たちの色彩〜」となっている。
2. 奏（かなで） Live at Asylum Chapel (South London)
  - 新録
  - 前曲と同じく、イギリスのロンドンのAsylum Chapelで収録した音源。
  - 演奏の様子は、シングル「Lovin' Song」の初回限定盤の特典Blu-rayに収録されている[7]。
3. 未来花 for Anniversary
  - 初出：配信シングル（2018年5月9日）
  - ジョンソン・エンド・ジョンソン「アキュビュー やっぱ裸眼篇」CMソング[8]
  - J-WAVE「FLOWER VALENTINE with J-WAVE」キャンペーンソング[9]
  - 7thアルバム『新空間アルゴリズム』に収録されている楽曲「未来花」のリアレンジバージョン。
4. ボクノート ～for 20th Anniversary with Orchestra～
  - 初出：ベストアルバム『POPMAN'S WORLD -Second-』（2023年7月5日）
  - 7thシングル「ボクノート」のリアレンジバージョン。
  - 50人編成のオーケストラでリアレンジし新たにレコーディングされたもの[10]。
  - ミキシングエンジニアを務めた甲斐俊郎と米山雄大が、『第30回日本プロ音楽録音賞Immersive部門』最優秀作品を受賞した[11]。